# Col San Giovanni
Col San Giovanni (Còl San Gioann in piemontese) è una frazione del comune di Viù situata a 1118  m s.l.m. Prima di essere aggregata a Viù il paese fu capoluogo di un comune autonomo.

## Toponimo

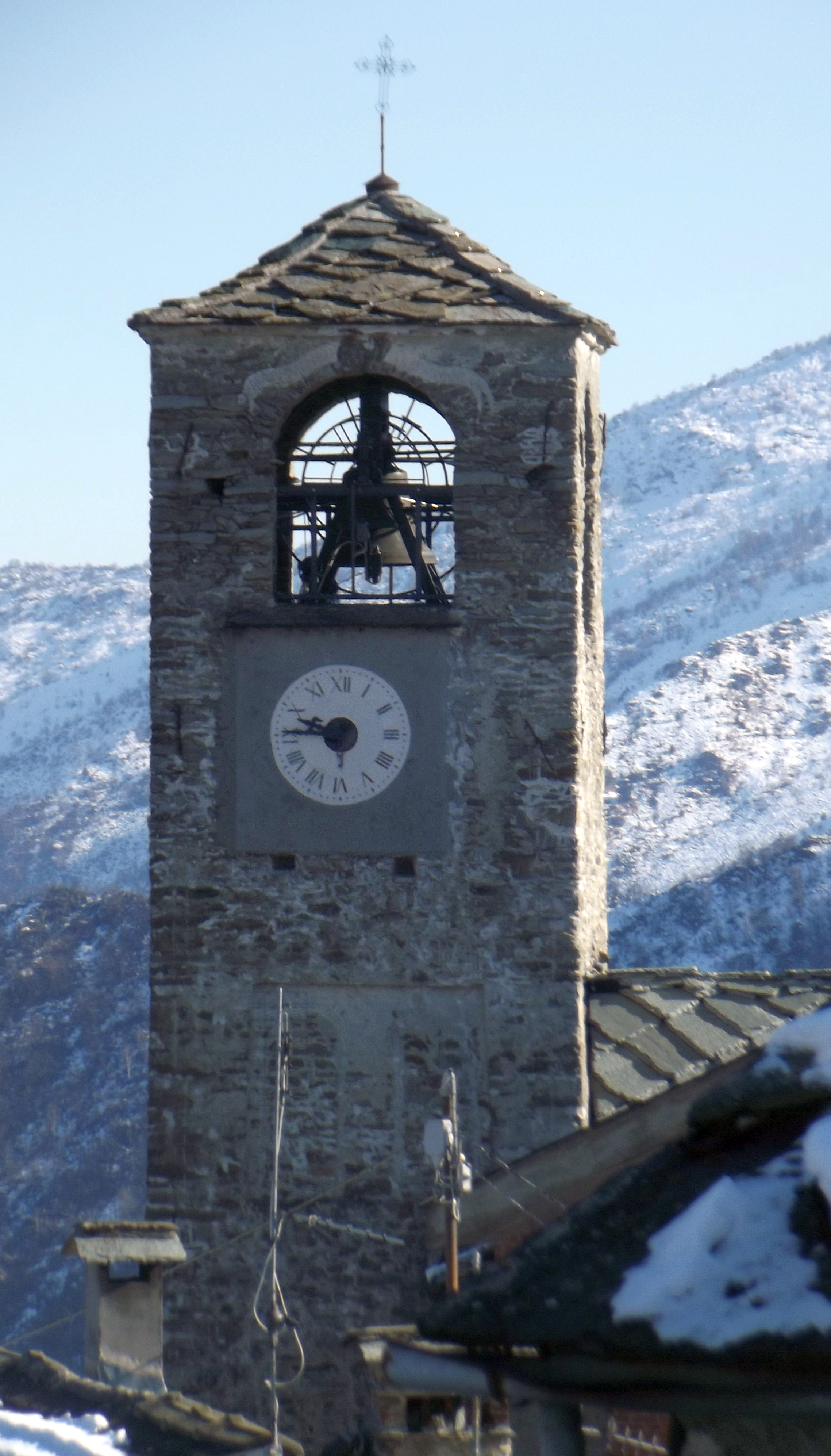
Il campanile

Il comune veniva un tempo denominato Collis ad sancti Joannis o anche Collo di San Giovanni.

## Geografia fisica
La frazione Col San Giovanni è collocata nelle Valli di Lanzo sulle pendici nord-orientali del monte Civrari. È collegato a Viù e a Rubiana tramite la SP 197 del Colle del Lys.

## Storia

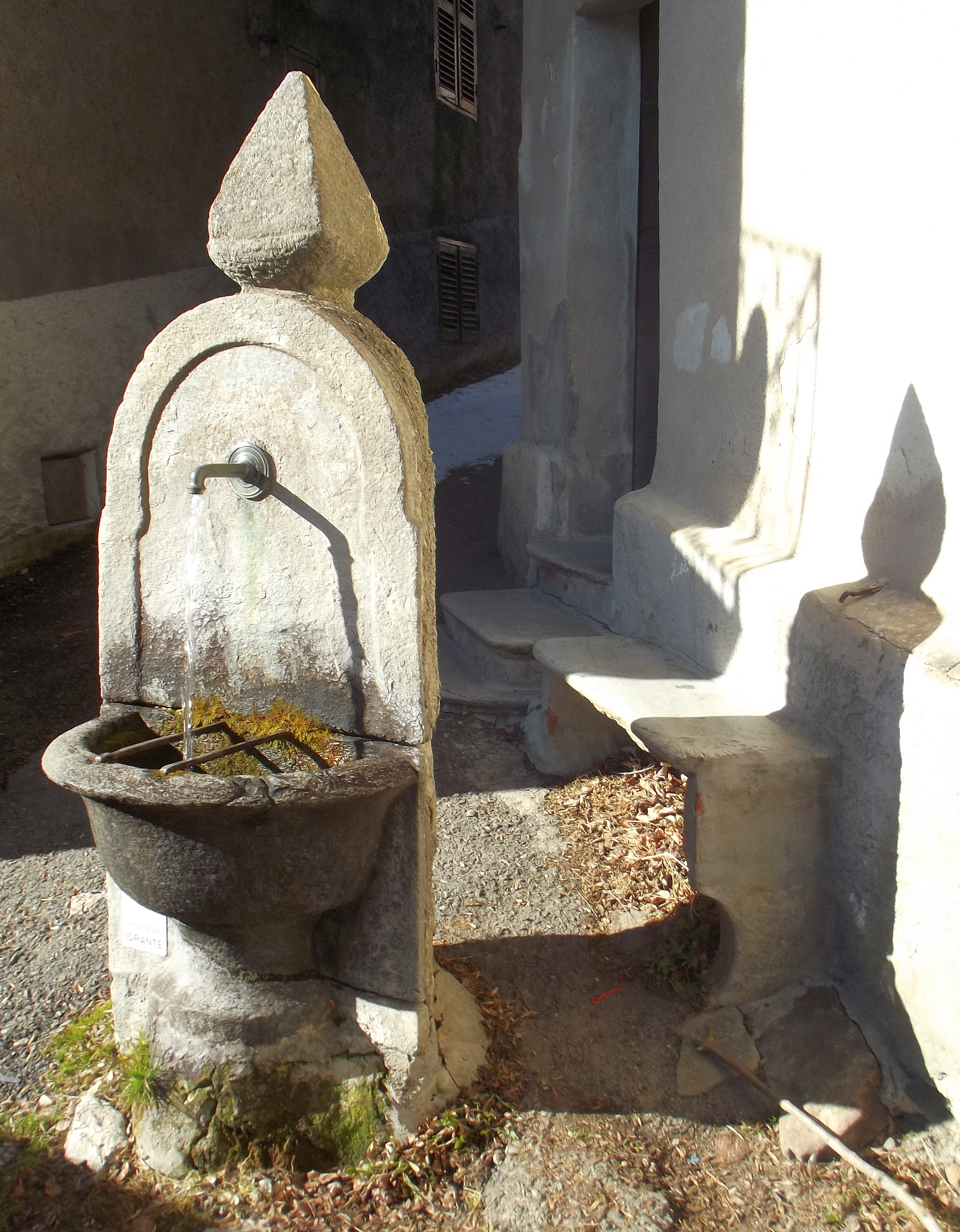
La fontana sulla piazza della chiesa

Col San Giovanni viene menzionato in un documento redatto nell'anno 1011 da Landolfo, vescovo di Torino. Nel Medioevo esso fu compreso prima nei possedimenti dell'Abazia di Sangano e passò poi sotto la giurisdizione dei Visconti di Baratonia. La chiesa parrocchiale presente nel capoluogo risale al 1614.
Il comune di Col San Giovanni comprendeva nell'Ottocento, oltre al capoluogo, anche numerose frazioni tra le quali Bertesseno, Niquidetto, Colletto e Richiaglio. Nel 1856 esso contava più di 1 400 abitanti; per integrare i bassi redditi dell'agricoltura e dell'allevamento molti di essi durante l'inverno emigravano nel torinese per essere impiegati come servi presso famiglie benestanti.
Una credenza locale affermava che nel laghetto collocato alle falde del Civrari fosse nascosto un grande tesoro, ma che il luogo fosse frequentato dal diavolo e dalle masche, tanto che ogni anno il parroco di San Giovanni saliva dal paese per benedire lo specchio d'acqua.
Col San Giovanni fu comune autonomo fino al 1927, anno nel quale fu unito a Viù. Il codice ISTAT del comune soppresso era 001820, il codice catastale (valido fino al 1983) era C906.
Nel corso della resistenza il territorio attorno a Col San Giovanni fu teatro di duri scontri tra i partigiani e le forze nazifasciste, durante i quali si ebbero numerose vittime.

## Edifici di pregio
L'ex chiesa parrocchiale di San Giovanni Battista, costruita nelle sue attuali forme nel 1614, venne rimaneggiata nel 1922 per consentire il transito della nuova strada. Il suo campanile, che risale al 1100, è il più antico delle valli di Lanzo.